# 渝澳嘉陵江大橋軌道專用橋
重庆轻轨三号线嘉陵江特大桥，是一座轨道交通专用桥梁，该桥紧靠在渝澳大桥（嘉陵江复线桥）的上游侧，2011年开通，是重庆轨道交通3号线专用桥梁。

## 基本
重庆轨道交通三号线嘉陵江大桥全长352米，主桥为96+160+96米的连续刚构桥，其中主跨达到160米的大桥堪称轻轨桥梁中的“世界第一跨”。该桥于2006年8月动工建设，2008年7月18日建成合拢，大桥主体结构包括主桥、引桥、北引桥轨道三跨承重梁，其施工难度、主跨度（160米）、最小曲线半径（小于311米）。